# بربنک، شهرستان سانتا کلارا، کالیفرنیا
بِربَنک (به انگلیسی: Burbank) یک منطقهٔ مسکونی در ایالات متحده آمریکا است که در کالیفرنیا واقع شده‌است. بربانک ۱٫۰۴ کیلومتر مربع مساحت و ۱۰۳٬۳۴۰ نفر جمعیت دارد.